# Moonee Ponds Creek
Der Moonee Ponds Creek ist ein Bach im Süden des australischen Bundesstaates Victoria. Er ist ein wichtiger Nebenfluss des Yarra River und fließt durch die nördlichen Vororte und die Innenstadt von Melbourne.
In seinem Oberlauf durchfließt er Bauernland in der Nähe von Greenvale und die Basaltebenen beim Woodlands Historic Park, der nördlich an den Flughafen Melbourne anschließt. Nahe der Mündung wird der Bach durch Tertiärkappen in Essendon und Royal Park aufgestaut, bevor er in den Yarra River fließt.
In diesem stark urbanisierten Gebiet dient der Moonee Ponds Creek als in einem Betonbett kanalisierter Regenwasserablauf.

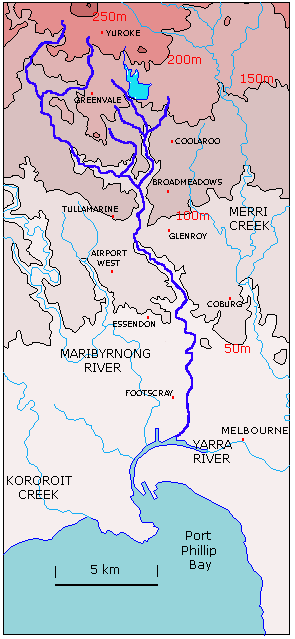
Lageplan des Moonee Ponds Creek

Er windet sich durch die Stadtviertel Westmeadows, Meadow Heights, Tullamarine, Broadmeadows, Gowanbrae, Glenroy, Strathmore Heights, Oak Park, Strathmore, Pascoe Vale, Pascoe Vale South, Essendon, Brunswick West, Moonee Ponds, Ascot Vale, Flemington, Parkville und North Melbourne (wo sein künstlich erweitertes Bett 'Railway Canal' heißt) und fließt schließlich bei den Docklands in den Yarra River.

## Geschichte
Vor der Besiedlung durch die europäischen Einwanderer war der Moonee Ponds Creek die Heimat der Wurundjeri, eines Aboriginesstammes der Kulin. Es gibt zwar keine schriftlichen Aufzeichnungen aus dieser Zeit, aber es ist wahrscheinlich, dass der Bach nach einem Aborigine Moonee Moonee genannt wurde, der zusammen mit Tullamareena, einem Stammesältesten, 1838 das erste Gefängnis in Melbourne niederbrannte und entfloh. Das Gebiet von Port Phillip wurde 1835 erstmals von Europäern besiedelt. Das erste Land wurde 1843 und 1845 bei Strathmore am Moonee Ponds Creek verkauft.
Der Bach bildete eine Reihe von sumpfigen Teichen in der Bachaue, wobei nahe der Mündung in den Yarra River ausgedehnte Salzwiesen entstanden, die Batman’s Lagoon hießen. Durch die stürmische Entwicklung von Melbourne in Zeiten des Goldrausches in Victoria in den 1850er-Jahren wurde der Sumpf bald zum Auffangbecken für die Abwässer von Flemington, North Melbourne und Parkville.
1879 wurde die Batman’s Lagoon trockengelegt und verfüllt, um Platz für das Eisenbahnbetriebswerk von North Melbourne an seinem nördlichen Ende zu schaffen. Das südliche Ende der verfüllten Salzwiesen hieß bald ‚Dudley Flats’. Dort klaute die verarmte Stadtbevölkerung während der Weltwirtschaftskrise in den 1930er-Jahren Baumaterial für ihre Hütten von der Mülldeponie.
In den 1890er-Jahren wurde der Unterlauf des Moonee Ponds Creek als Kanal für den Antransport von Kohle für die Lokomotiven genutzt.
Zwischen 1940 und den 1980er-Jahren begradigte und kanalisierte das Melbourne Metropolitan Board of Works – heute Melbourne Water – den Bach von Strathmore bis zur Flemington Road, um jahreszeitliche Überflutungen zu verhindern. Diese Veränderungen waren Teil einer ausgedehnten städtischen Entwicklung der unteren Bachaue. Auf dem größten Teil seines Laufes durch die nördlichen Vororte von Melbourne ist der Moonee Ponds Creek heute ein Regenwasserablauf in einem betonierten Bett, der parallel zum Tullamarine Freeway geführt ist.

1998 wurde das Moonee Ponds Creek Co-ordination Committee, Inc. (MPCCC) gegründet, um die Planung, die Wiederherstellung, die Schulung und die Entwicklung von Richtlinien und Vorgehensweisen zum verbesserten Schutz des Moonee Ponds Creek und seiner Nebenflüsse zu überwachen. Dem MPCCC gehören die vier LGA-Councils Hume City, Merri-bek City, Moonee Valley City und Melbourne City sowie die Friends of Moonee Ponds Creek an. Die MPCCC hat außerdem beste Beziehungen zu Melbourne Water, Parks Victoria, dem Department of Sustainability, dem Department of Primary Industries und der Port Phillip and Westernport Catchment Management Authority.
2004 beschrieb ein Reporter der Zeitung The Age den Bach als „nachweislich den meistmissbrauchten Nebenfluss des Yarra River und Teil des echten Untergrundes von Melbourne“.

## Renaturierung und Erhalt

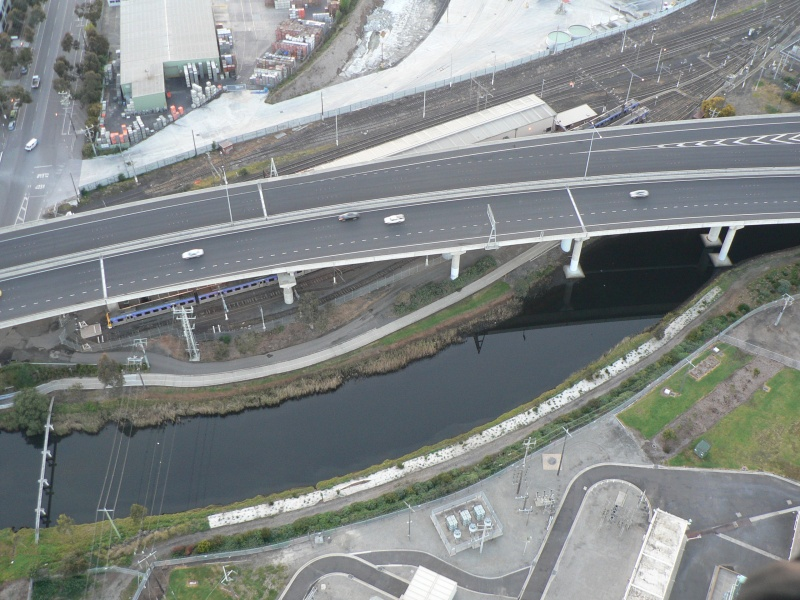
Luftbild des Railway Canal bei der Arden Street Bridge in North Melbourne. Blick auf die Überführung des CityLink, das Eisenbahnbetriebswerk und den kombinierten Fuß- und Radweg

In den letzten Jahren gab es einige Verbesserungen, die sich auf die Ausweitung des Habitats und die Stabilisierung, die Neuanlage und die Neubepflanzung der Bachufer konzentrierte. Im Jahre 2005 wurden die Wasserqualität, das Leben im Wasser und die Wasserhaltung als „schlecht“, der Zustand der Vegetation als „sehr schlecht“ und das Habitat und die Stabilität als „gut“ eingestuft.
Im Laufe des Jahres 2004 wurden im Einzugsbereich des Baches ein größeres Regenwassererfassungsprogramm durchgeführt, Feuchtgebiete in Jacana angelegt und Treibgutfänge gebaut. Kürzlich durchgeführte Arbeiten zur Erhaltung des Habitats haben dazu geführt, dass einige Wildtiere an den Bach zurückgekehrt sind, zum Beispiel der Pobblebonk-Frosch beim Strathmore Secondary College und der seltene Rotrückenreiher am Oberlauf.
Entlang der Ufer des Moonee Ponds Creek, von den Docklands in Melbourne bis zur Woodlands Homestead im Woodlands Historic Park, verläuft ein kombinierter Fuß- und Radweg, der Moonee Ponds Creek Trail, der verschiedene Schutzgebiete, Parks und Sportstätten am Bachlauf verbindet.